# Agroiconota bivittata
Agroiconota bivittata  (лат.) — вид жуков щитоносок (Cassidini) из семейства листоедов. Северная Америка (США, Мексика: Guerrero, Sinaloa). Центральная Америка (Гватемала, Тринидад).
Форма тела уплощённая. Растительноядный вид, питается растениями семейства вьюнковые (Convolvulaceae: Ipomoea batatas, Ipomoea pandurata, Convolvulus sepium).